# Taxon
A biológiai rendszertanban taxonnak nevezik az élőlények egyazon kategóriába sorolt és közös gyűjtőnévvel ellátott csoportját. A legmodernebb filogenetikus osztályozási rendszerek csak akkor tekintik taxonnak az élőlények egy csoportját, ha annak tagjai kládot alkotnak, tehát monofiletikusak. (Azaz nem számítanak érvényes taxonnak a polifiletikus és parafiletikus csoportok.) A rendszertannak azt a formáját, melyben az élőlényeket kládok szerint osztályozzák, kladisztikának nevezik.

## A legfontosabb taxonok
Az alábbi táblázat a rendszertanban használt alapvető taxonokat mutatja be:
| Latinul          | Magyarul                                                |
| regnum           | ország                                                  |
| phylum / divisio | törzs                                                   |
| classis          | osztály                                                 |
| ordo             | rend                                                    |
| familia          | család                                                  |
| genus            | nemzetség (növényeknél és gombáknál), nem (állatoknál), |
| species          | faj                                                     |
| subspecies       | alfaj                                                   |
| varietas         | változat                                                |
| forma            | alak                                                    |

A törzs latin neve kétféle lehet, növényeknél és gombáknál divisio, más esetben phylum.

## A taxonok tudományos elnevezésének szabályai

### Felsőbb taxonok neve
A taxonok tudományos elnevezésének végződése általában a következő szabályt követi:
| Taxon                          | Növények | Moszatok  | Gombák     | Állatok | Baktériumok |
| ------------------------------ | -------- | --------- | ---------- | ------- | ----------- |
| Törzs                          | -phyta   | -phyta    | -mycota    |         |             |
| Altörzs                        | -phytina | -phytina  | -mycotina  |         |             |
| Osztály                        | -opsida  | -phyceae  | -mycetes   |         | -ia         |
| Alosztály                      | -idae    | -phycidae | -mycetidae |         | -idae       |
| Főrend                         | -anae    | -anae     | -anae      |         |             |
| Rend                           | -ales    | -ales     | -ales      | -formes | -ales       |
| Alrend                         | -ineae   | -ineae    | -ineae     |         | -ineae      |
| Alrendág                       | -aria    | -aria     | -aria      |         |             |
| Főcsalád/Öregcsalád            | -acea    | -acea     | -acea      | -oidea  |             |
| Család                         | -aceae   | -aceae    | -aceae     | -idae   | -aceae      |
| Alcsalád                       | -oideae  | -oideae   | -oideae    | -inae   | -oideae     |
| Alcsaládág                     |          |           |            | -odd    |             |
| Nemzetségcsoport/Nemzetség     | -eae     | -eae      | -eae       | -ini    | -eae        |
| Alnemzetségcsoport/Alnemzetség | -inae    | -inae     | -inae      | -ina    | -inae       |
| Alnemzetségág                  |          |           |            | -ad     |             |

## A taxonok listája
Az alábbi táblázat a rendszertanokban használt taxonok nagy részét tartalmazza – a legalapvetőbbektől a legritkábban használtakig – a magasabb szintűtől az alacsonyabb felé haladva.
| Latinul                             | Magyarul                                                                              |
| dominium                            | domén                                                                                 |
| superregnum                         | főország – általában szinonim a doménnel                                              |
| regnum                              | ország                                                                                |
| subregnum                           | alország                                                                              |
| infraregnum                         | alországág                                                                            |
| superphylum / superdivisio          | főtörzs                                                                               |
| phylum / divisio                    | törzs                                                                                 |
| subphylum / subdivisio              | altörzs                                                                               |
| infraphylum / infradivisio          | altörzság                                                                             |
| superclassis                        | főosztály                                                                             |
| classis                             | osztály                                                                               |
| subclassis                          | alosztály                                                                             |
| infraclassis                        | alosztályág                                                                           |
| parvclassis                         | részalosztály – nagyon ritkán használt                                                |
| superordo                           | főrend (növényeknél és gombáknál), öregrend (állatoknál)                              |
| ordo                                | rend                                                                                  |
| subordo                             | alrend                                                                                |
| infraordo                           | alrendág                                                                              |
| parvordo                            | részalrend – nagyon ritkán használt                                                   |
| superfamilia                        | főcsalád (növényeknél és gombáknál), öregcsalád (állatoknál)                          |
| familia                             | család                                                                                |
| subfamilia                          | alcsalád                                                                              |
| infrafamilia                        | alcsaládág – nagyon ritkán használt                                                   |
| supertribus                         | öregnemzetség (állatoknál) – nagyon ritkán használt                                   |
| tribus                              | nemzetségcsoport (növényeknél és gombáknál), nemzetség (állatoknál)                   |
| subtribus                           | alnemzetségcsoport (növényeknél és gombáknál), alnemzetség (állatoknál)               |
| supergenus                          | főnemzetség (növényeknél és gombáknál), öregnem (állatoknál) – nagyon ritkán használt |
| genus                               | nemzetség (növényeknél és gombáknál), nem (állatoknál),                               |
| subgenus                            | alnemzetség (növényeknél és gombáknál), alnem (állatoknál)                            |
| sectio                              | fajcsoport (csak növényeknél) – ritkán használt                                       |
| subsectio                           | alfajcsoport (csak növényeknél) – ritkán használt                                     |
| series                              | fajsor (csak növényeknél) – ritkán használt                                           |
| subseries                           | alfajsor (csak növényeknél) – ritkán használt                                         |
| species complex (vagy superspecies) | fajkomplexum                                                                          |
| species                             | faj                                                                                   |
| subspecies                          | alfaj                                                                                 |
| varietas                            | változat (csak növényeknél)                                                           |
| subvarietas                         | alváltozat (csak növényeknél)                                                         |
| forma                               | alak (csak növényeknél)                                                               |
| subforma                            | alalak (csak növényeknél)                                                             |

Vannak olyan taxonok, amelyeket a mai rendszertanok csak ritkán vagy egyáltalán nem használnak, rendszertanonként különböző értelemben.
| Latinul     | Magyarázat |
| gradus      | Jelentése „ág”, angolul – így a szakirodalomban szinte kizárólag – „branch” vagy „grade” formában használatos – valójában nem taxonként: egyszerűen fejlődési ágakat, gyakran kládokat jelölnek ezzel. Különböző szinteken megjelenik az eukarióták felsőbb rendszerezésében, az állatok rendszerezésében az altörzs és a törzs szintje között, valamint a halak rendszerezésében a főosztály és az osztály között. |
| subgradus   | Jelentése „ág”, angolul – így a szakirodalomban szinte kizárólag – „branch” vagy „grade” formában használatos – valójában nem taxonként: egyszerűen fejlődési ágakat, gyakran kládokat jelölnek ezzel. Különböző szinteken megjelenik az eukarióták felsőbb rendszerezésében, az állatok rendszerezésében az altörzs és a törzs szintje között, valamint a halak rendszerezésében a főosztály és az osztály között. |
| divisio     | Magyarul: osztag. Az állatok régebbi rendszertanaiban fordul elő elvétve, nagyon különböző szinteken, de leggyakrabban az osztály és a rend között. (A növényrendszertanban a törzsnek felel meg.) |
| subdivisio  | Magyarul: osztag. Az állatok régebbi rendszertanaiban fordul elő elvétve, nagyon különböző szinteken, de leggyakrabban az osztály és a rend között. (A növényrendszertanban a törzsnek felel meg.) |
| superlegio  | Ma már egyáltalán nem használt kategória. Az állatrendszertanokban fordult elő, általában az osztály és a rend között. |
| legio       | Ma már egyáltalán nem használt kategória. Az állatrendszertanokban fordult elő, általában az osztály és a rend között. |
| sublegio    | Ma már egyáltalán nem használt kategória. Az állatrendszertanokban fordult elő, általában az osztály és a rend között. |
| infralegio  | Ma már egyáltalán nem használt kategória. Az állatrendszertanokban fordult elő, általában az osztály és a rend között. |
| supercohors | Ma már egyáltalán nem használt kategória. A növények esetében a törzs és az osztály között helyezkedett el. Az állatrendszertanban, ahol magyarul elvétve „raj” fordításban jelenik meg, általában az osztály és a rend között szerepelt. |
| cohors      | Ma már egyáltalán nem használt kategória. A növények esetében a törzs és az osztály között helyezkedett el. Az állatrendszertanban, ahol magyarul elvétve „raj” fordításban jelenik meg, általában az osztály és a rend között szerepelt. |
| subcohors   | Ma már egyáltalán nem használt kategória. A növények esetében a törzs és az osztály között helyezkedett el. Az állatrendszertanban, ahol magyarul elvétve „raj” fordításban jelenik meg, általában az osztály és a rend között szerepelt. |
| infracohors | Ma már egyáltalán nem használt kategória. A növények esetében a törzs és az osztály között helyezkedett el. Az állatrendszertanban, ahol magyarul elvétve „raj” fordításban jelenik meg, általában az osztály és a rend között szerepelt. |
| sectio      | Magyarul: tagozat. Az állatrendszertanokban általában a család és a rend között helyezkedett el. (A növényeknél, bár ritkán, de még ma is használatos a faj és a nemzetség szintje között „fajcsoport” fordításban.) |
| subsectio   | Magyarul: tagozat. Az állatrendszertanokban általában a család és a rend között helyezkedett el. (A növényeknél, bár ritkán, de még ma is használatos a faj és a nemzetség szintje között „fajcsoport” fordításban.) |
| series      | Magyarul: sorozat. Az állatrendszertanokban, de leginkább a halak rendszertanaiban fordult elő különböző szinteken. (A növényeknél, bár ritkán, de még ma is használatos a faj és a nemzetség szintje között „fajsor” fordításban.) |
| subseries   | Magyarul: sorozat. Az állatrendszertanokban, de leginkább a halak rendszertanaiban fordult elő különböző szinteken. (A növényeknél, bár ritkán, de még ma is használatos a faj és a nemzetség szintje között „fajsor” fordításban.) |

## Fordítás
- Ez a szócikk részben vagy egészben  a   Taxonomic rank című angol Wikipédia-szócikk fordításán alapul.  Az eredeti cikk szerkesztőit annak laptörténete sorolja fel. Ez a jelzés csupán a megfogalmazás eredetét és a szerzői jogokat jelzi, nem szolgál a cikkben szereplő információk forrásmegjelöléseként.